# نسبت انرژی تولیدشده به مصرف‌شده
نسبت بین انرژی تولیدشده به مصرف‌شده (انگلیسی: Energy returned on energy invested) در انگلیسی با اختصار EROEI نیز شناخته می‌شود و به معنی نسبتِ بین مقدار انرژی به دست آمده به مقدار انرژی سرمایه‌گذاری شده در فرایند تولیدِ آن انرژی است.